# 생물 지리구

생물 지리구
신북구
구북구
에티오피아구
동양구
오스트레일리아구
신열대구
오세아니아구와 남극구는 지도에 없음

생물 지리구(生物地理區)는 생물의 지리학적 분포에 따라 나눈 지역이다.

## WWF의 생물 지리구
세계 자연보호 기금(WWF)의 지리구 구분은 다음과 같다.
- 신북구(Nearctic) 2290만km2(북아메리카의 대부분)
- 구북구(Palearctic) 5410만km2 (유라시아와 북아프리카의 대부분)
- 에티오피아구(Afrotropic) 2210만km2 (사하라 이남 아프리카)
- 동양구(Indomalaya) 750만km2(아프가니스탄, 파키스탄, 인도 아대륙, 동남아시아 등을 포함)
- 오스트레일리아구(Australasia) 760만km2 (오스트레일리아, 뉴기니섬과 이웃 도서. 월리스 선이 북쪽 경계를 이룬다.)
- 신열대구(Neotropic) 1900만km2(남아메리카와 카리브 제도)
- 오세아니아구(Oceania) 100만km2 (폴리네시아, 피지, 미크로네시아)
- 남극구(Antarctic) 30만km2 (남극 대륙)

## 같이 보기
- 생물 군계